# Одзелашвили, Арсен
Арсен Одзелашвили, также известный как Арсен из Марабды (1797 — 1842), — предводитель антикрепостнического крестьянского движения в Восточной Грузии в первой половине XIX века, получил прозвище «грузинского Робин Гуда».

## Биография
Арсен родился в самом конце XVIII века, в Карталинии, в составе тогда ещё независимого Грузинского царства. Его родители — крестьяне села Марабда (давшего прозвище Арсену), принадлежавшего князьям Бараташвили.
12 сентября 1801 года совершилось присоединение Грузии к Российской империи. Намеченное при Павле I, оно осуществилось уже после убийства сего государя. Ни Александр I, ни назначенный им «главноуправляющий» страной генерал-лейтенант Кнорринг, не считались с грузинскими законами и традициями. Именно с их подачи, на помещичьих крестьян Грузии было распространено крепостное право. Крепостным стал в том числе и малолетний Арсен Одзелашвили.

Первый конфликт с Заалом Бараташвили произошёл у Арсена на личной почве. Как писал в своих мемуарах побывавший в Тбилиси советник прусского короля барон А. Гакстгаузен (1792—1866), 
Арсен влюбился в дочь крепостного человека князя Баратова, который требовал, чтобы Арсен внёс за девушку деньги. Арсен целый год работал с большим усердием и наконец собрал требуемую сумму
 — но так и не получив согласия князя на брак, увёз девушку и разорил имение Бараташвили.
Девушку увёз Арсена, 

Ускакал в Ахалцих с милой, 

Платье бедное из ситца 

На парчовое сменил ей. 

Самоцветы подарил ей, 

Дорогие украшенья. 

Повернул потом к Заалу, - 

Разорил его именье!
В 1820-х годах Арсен, вместе с отрядом единомышленников, организовал несколько вооружённых нападений на помещиков, купцов и царских чиновников, забирал у них деньги и ценное имущество. Награбленное Арсен раздавал беднякам. Он завоевал большую популярность благодаря своей борьбе против крепостничества и российского колониального господства в Грузии. В 1838 г. Арсен был схвачен, при помощи предателя Парсадана Бодбисхвели. Но вскоре он вырвался на свободу.
В 1842 году Одзелашвили был убит в Мцхете неким Георгием Кучатнели и анонимным лезгином (спутником последнего).

## В культуре

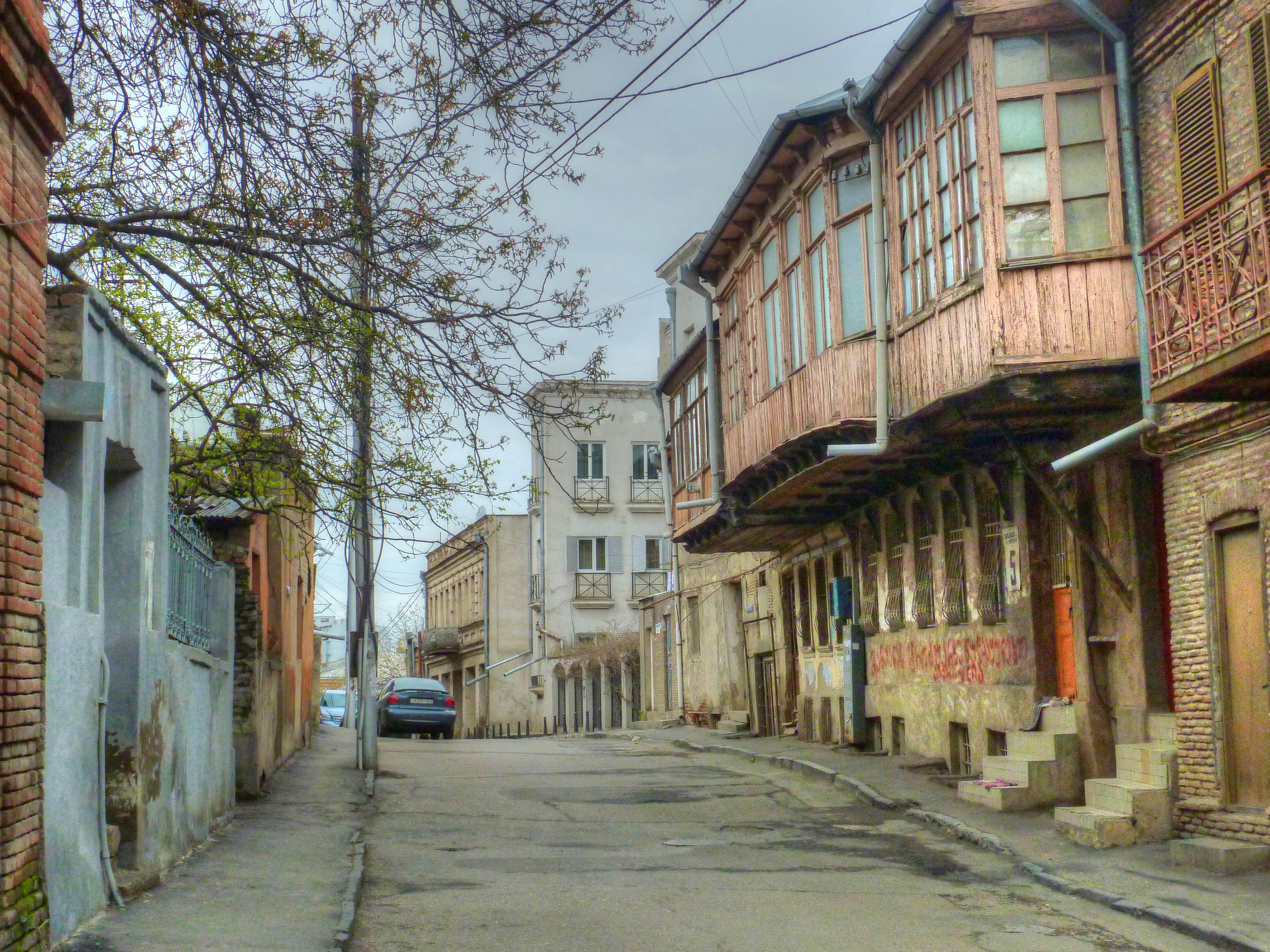
Улица Арсена

- Арсен — герой популярной грузинской народной поэмы «Песнь про Арсена», сложенной в 1840-х гг., впервые напечатанной в 1872-м и выдержавшей 45 изданий.
- Его образ воссоздан в советской литературе и кино (роман Михаила Джавахишвили «Арсен из Марабды» 1959 года, пьеса Сандро Шаншиашвили «Арсен», кинофильм Михаила Чиаурели «Арсен»).
- В городе Мцхета находится памятник Арсену, установленный на месте его гибели.
- Рядом с поселком Манглиси располагается пещера Арсена. Местные жители рассказывают легенду про то, что Арсен какое-то время в ней жил, когда устраивал разбои. Когда отдыхал, менял облик пещеры (отстраивал её под себя). Снаружи пещера напоминает женское лицо с выступившей из правого глаза слезой. После нескольких лет проживания в ней, отправился в Тбилиси, после чего больше здесь не появлялся.

Именем Арсена Одзелашвили названа улица в Тбилиси.